# 야나가와정 (후쿠오카현)
야나가와정(柳河町)은 후쿠오카현 야마토군에 설치되었던 정이다. 1951년 4월 1일 야나가와정(柳河町), 시로우치촌, 오키노하타촌, 니시미야나가촌, 히가시미야나가촌, 료비라키촌 등 6개 정·촌이 합병, 야나가와정(柳川町)이 신설되고 폐지되었다.